# Australian Amateur Championship 1914
L'Australian Amateur Championship 1914 è stato il primo ed ultimo evento amatoriale di snooker del 1914 e la 1ª edizione di questo torneo, che si è disputato dal 14 al 18 settembre 1914, presso la Heiron & Smith's Hall di Sydney, in Australia.
Il torneo è stato vinto da Herbert Rumball, che si è aggiudicato, così, il suo 1º ed ultimo Australian Amateur Championship, e il suo 1º ed ultimo titolo amatoriale in carriera.

## Fase a eliminazione diretta
| Turno 1                | Turno 2                | Semifinali             | Finale                 |
| ---------------------- | ---------------------- | ---------------------- | ---------------------- |
| Al meglio dei 3 frames | Al meglio dei 3 frames | Al meglio dei 3 frames | Al meglio dei 5 frames |

### Turno 1
| Giocatore 1   | Giocatore 2     | Risultato |
| ------------- | --------------- | --------- |
| AC Stephenson | Austin Fay      | Forfait   |
| Joe Bottomley | W Von Der Heyde | 2 - 0     |

### Turno 2
| Giocatore 1   | Giocatore 2    | Risultato |
| ------------- | -------------- | --------- |
| AC Stephenson | William Hughes | 2 - 1     |

### Semifinali
| Giocatore 1     | Giocatore 2   | Risultato |
| --------------- | ------------- | --------- |
| AC Stephenson   | George Bell   | 2 - 0     |
| Herbert Rumball | Joe Bottomley | 2 - 1     |

### Finale
| Heiron & Smith's Hall, Sydney, Australia, 18 settembre 1914  | Heiron & Smith's Hall, Sydney, Australia, 18 settembre 1914 | Heiron & Smith's Hall, Sydney, Australia, 18 settembre 1914 |
| Herbert Rumball                                              | 3 - 2                                                       | AC Stephenson                                               |
| ------------------------------------------------------------ | ----------------------------------------------------------- | ----------------------------------------------------------- |
| Sessione unica: 1-0 1-1 1-2 2-2 3-2 (3-2)                    |                                                             |                                                             |
| Herbert Rumball vince l'Australian Amateur Championship 1914 |                                                             |                                                             |

## Statistiche
Torneo
- 1ª edizione dell'Australian Amateur Championship[4]
- 1º torneo amatoriale di snooker
- 1º ed ultimo torneo amatoriale del 1914[5]

Giocatori
- 1º ed ultimo Australian Amateur Championship per Herbert Rumball[3]
- 1º ed ultimo titolo amatoriale vinto in carriera per Herbert Rumball[2]
- 1ª ed ultima finale amatoriale disputata da Herbert Rumball[6]
- 1ª ed ultima finale amatoriale disputata da AC Stephenson[7]

Nazioni
- 1º torneo amatoriale disputato in Australia[8]
- 1º ed ultimo titolo amatoriale vinto in Australia per Herbert Rumball